# Сарикум
Сарикум или Сари-Кум (на руски: Сары-Кум, на кумикски: Sari-Hum, букв. „жълт пясък“) е голяма пясъчна дюна, разположена в Кумторкалински район на Дагестан, Руска федерация. Това е една от най-големите пясъчни дюни в Евразия. Намира се в защитена зона, част от природния резерват Дагестан, който е създаден на 9 януари 1987 г.

## География
Дюната се намира на около 18 км северозападно от Махачкала. Сарикум е най-високата дюна в зоната на Сарикумските барчани (на руски: Сарыкумские барханы), която се простира под северните склонове на веригата Нарат-Тюбе.
Сарикумската дюна е много стара. Простира се на около 3 км дължина, с площ от 1175 ха и височина на най-високия връх между 213 м и 262 м.

## Флора
Районът Сарикум е убежище за пустинната флора в региона. Има до 279 вида редки растения, включително няколко, които са ендемични, като Iris acutiloba, Senecio schischkinii, Karakugen milkvetch, Astragalus karakugensis и Colchicum laetum.